# 1940-і у кіно
Становлення неореалізму в італійському кіно. В США розквіт жанру нуар. Початок кризового періоду в Голлівуді.